# Antonio Pedro Miralles
Antonio Pedro Miralles o Antonio Miralles va ser un compositor espanyol del qual no es conserven dades bibliogràfiques, però sí obres seves en l'arxiu de Sogorb (Alt Palància).

## Obres
- Misa tercia, 3V, órg
- Misa de difuntos, 4V, fl, fg, vc, cb, órg
- Te Deum laudamus, 4V, órg (en el Col·legi del Corpus Christi de València)